# Escola Superior Pedagógica do Bengo
A Escola Superior Pedagógica do Bengo (ESPB) é uma instituição de ensino superior pública angolana, sediada na cidade do Caxito.
A instituição surgiu em meio as reformas no ensino superior angolano ocorridas nos anos de 2008 e 2009.
Tem a sua área de atuação restrita á província do Bengo.

## Histórico
Em 2008, com a reforma do ensino superior promovida pelo governo de Angola, surge a proposta de criação de um polo das pedagogias no Bengo, que sempre esteve à periferia da província de Luanda no aspecto do ensino superior.
De tal proposta surge a Escola Superior Pedagógica do Bengo, instrumentalizada pelo decreto-lei n.° 7/09, de 12 de maio de 2009, aprovado pelo Conselho de Ministros.

## Oferta formativa
A ESPB tem, em 2019, as seguintes ofertas formativas a nível de licenciatura:

### Licenciaturas
As licenciaturas ofertadas são:
- Ensino da Psicologia
- Ensino da Pedagogia
- Ensino da História
- Ensino da Matemática
- Ensino de Língua Portuguesa
- Ensino da Informática